# Triaenodes hirsutus
Triaenodes hirsutus is een schietmot uit de familie Leptoceridae. De soort komt voor in het Afrotropisch gebied.